# سوادآموزی تابعی
سوادآموزی تابعی (در عمل) عبارت است از آموختن سواد با تأکید بر نیازها و مهارت‌هایی که فرد برای زندگی در اجتماع نیاز دارد.  سوادآموزی تابعی، کسب توانائی خواندن و نوشتن و حساب‌کردن است، به‌نحوی که فرد بتواند در تمام فعالیت‌‌‌‌‌‌هائی که انجام مؤثر آن به سواد‌ نیاز دارد، شرکت کند. نظربه اینکه جوامع از لحاظ پیچیدگی و درخواست‌‌‌‌‌‌ها با یکدیگر تفاوت دارند، سوادآموزی کارکردی یک واژه نسبی است.
یونسکو در سال ۱۹۷۸ با سواد تابعی را چنین تعریف کرده‌است: باسواد تابعی شخصی است که پس از کسب مهارت‌ها و معلومات اساسی بتواند در همه فعالیت‌های اجتماعی، که مستلزم سواد است، به نحو مؤثری شرکت جوید و با استفاده از توانایی‌های خواندن، نوشتن و حساب کردن، برای رشته خود و توسعه جامعه اش گام بردارد.  
انجمن کتابداران آمریکا سواد اطلاعاتی را توانایی تشخیص نیاز به اطلاعات و توانایی مکان‌یابی، ارزیابی، و استفاده مؤثر از اطلاعات مورد نیاز تعریف می‌کند.